# Бескид (річка)
Бескид — річка в Україні, у Воловецькому районі Закарпатської області. Ліва притока Латориці (басейн Дунаю).

## Опис
Довжина річки приблизно 8,8 км. Формується з багатьох безіменних струмків.

## Розташування
Бере початок на північному сході від вершини Великий Верх (901 м). Тече переважно на південний захід через Завадку і в Нижніх Воротах впадає у річку Латорицю, ліву притоку Бодрогу.